# Hemato-Oncologie voor Volwassenen Nederland
De stichting Hemato-Oncologie voor Volwassenen Nederland, afgekort tot HOVON, is belast met het doen van onderzoek naar verbetering van behandelmethoden voor kwaadaardige hematologische aandoeningen, zoals kwaadaardige lymfomen en vormen van leukemie in Nederland en België. 
HOVON werkt samen met onder andere de EORTC, die door heel Europa actief is. De German Hodgkin Study Group in Duitsland is verantwoordelijk voor dezelfde werkzaamheden als HOVON.
- Officiële website